# Fortunatus Wright
Fortunatus Wright (c. 1712-1757) fue un comerciante y corsario británico, notable por sus actividades en el Mar Mediterráneo durante la Guerra de Sucesión Austriaca y la Guerra de los Siete Años.

## Primeros años
Aparentemente, Wright era nativo de Wallasey en Cheshire, Inglaterra, hijo del armador John Wright (m. 1717). Después de hacerse a la mar cuando era niño, se estableció como comerciante cervecero y destilador y se casó con Martha Painter en 1732. Tuvieron varios hijos, incluida una hija, Philippa. Su esposa murió poco después del nacimiento de Philippa, y en 1736 Wright se casó con Mary Bulkeley, una hija de William Bulkeley de Anglesey. Su hija Ann nació al año siguiente. El matrimonio fue infeliz y en 1741 Wright abandonó a su esposa y viajó a Italia.

## Guerra de Sucesión de Austriaca
Después de ser arrestado en Lucca por negarse a entregar sus armas y apuntar con una de ellas a un guardia, Wright se instaló en Livorno, Italia y se convirtió en comerciante. En enero de 1744, su barco el Swallow fue capturado y saqueado en el mar. Wright y otros comerciantes de Livorno equiparon el barco corsario Fame y, según los informes, en 1746 había capturado dieciséis barcos enemigos por valor de hasta 400 000 libras (una cifra quizás muy exagerada, ya que Wright nunca fue rico). La captura de Wright de un barco francés en diciembre de 1746 que transportaba el equipaje del embajador español en Francia provocó una disputa sobre si un salvoconducto del Rey Jorge II de Gran Bretaña al embajador cubría su equipaje; las autoridades inglesas en Italia decidieron que sí, y Wright se vio obligado a entregar una parte de lo que había incautado. Otra captura del Fame, la del barco francés Hermione el 26 de febrero de 1747, provocó una disputa sobre las propiedades turcas a bordo. Wright fue encarcelado por las autoridades de la Toscana en diciembre de 1747 por negarse a entregar las ganancias de la venta, pero fue liberado en junio de 1748.
Después de la guerra, Wright y su compañero inglés William Hutchinson compraron y equiparon el barco Lowestoft con 20 cañones para comerciar, y Hutchinson lo capitaneó en varios viajes a las Indias Occidentales y al Mediterráneo.

## Guerra de los siete años
Cuando estalló la guerra nuevamente en mayo de 1756, Wright tenía un nuevo barco listo para la acción, el St. George. Las autoridades locales intentaron contener a Wright, pero finalmente le permitieron salir del puerto con algunas armas en el St. George y cuatro buques mercantes; una vez en alta mar, Wright trasladó el armamento que había escondido en los cargamentos mercantes al St. George y preparó su barco para la batalla. Los comerciantes franceses de Marsella habían equipado un buque de guerra específicamente para destruir a Wright, pero Wright logró poner en fuga el barco francés, aunque el propio St. George resultó dañado y se vio obligado a regresar a puerto. Las autoridades locales de Livorno se apoderaron de su barco y de todos los demás navíos ingleses en un esfuerzo por mantener la neutralidad; no fueron liberados hasta septiembre, cuando dos buques de guerra ingleses forzaron su liberación por parte del gobierno toscano.
Después de un intento fallido de reclutar hombres en Malta, Wright tomó varios barcos que fueron enviados a Cagliari. Tuvo un gran éxito en varios enfrentamientos frente a Malta con el barco francés Hirondelle, enviado para detener sus actividades. El St. George y Fortunatus Wright probablemente se perdieron en el mar a principios de 1757, según un informe del 16 de marzo. La mayor parte del patrimonio de Wright fue a parar a su hija Philippa, que estaba casada con Charles Evelyn, nieto del escritor y cronista John Evelyn.

## Legado
Wright fue célebre en su tiempo y después por su exitoso corso. William Hutchinson, que sirvió a sus órdenes, escribió con admiración sobre su habilidad marinera y su valentía. Tobias Smollett lo llamó "este valiente corsario" en su Historia de Inglaterra de 1825, mientras que Gomer Williams en su Historia de los corsarios de Liverpool de 1897 escribió "... golpea la imaginación como el capitán ideal y siempre victorioso, alrededor de cuya nombre y destino se aferra al halo de misterio y romance". Se le menciona en Finnegans Wake de James Joyce.